# Peter Yngve
Peter Yngve är en svensk tidigare fotbollsspelare.
Yngve kom 1980 till Gais från BK Häcken. Han spelade säsongen 1980 fem seriematcher för Gais i division II, men försvann sedan från klubben.